# Stuart Polak
Stuart Polak, baron Polak (né le 28 mars 1961) est un homme politique conservateur britannique et membre de la Chambre des lords.

## Biographie
Stuart Polak est né à Liverpool, en Angleterre. Il fréquente la Childwall Hebrew Congregation, une synagogue de Liverpool, où il est Hazzan, ou chantre, lors des fêtes juives. Il fait des voyages éducatifs en Israël dès l'âge de quinze ans.
Polak est un officier de jeunesse à la synagogue Edgware United à Edgware, au nord-ouest de Londres. Il est membre du Conseil des députés des Juifs britanniques dans les années 1980.
Polak rejoint les Amis conservateurs d'Israël en 1989. Il en est le directeur pendant vingt-six ans, jusqu'en août 2015  et est maintenant président honoraire. Il est également président de TWC Associates et consultant senior auprès de Jardine Lloyd Thompson.
Polak est nommé Commandeur de l'Ordre de l'Empire britannique (CBE) pour service politique lors des honneurs du Nouvel An 2015. Il est créé pair à vie en prenant le titre de baron Polak, de Hertsmere dans le comté de Hertfordshire le 2 octobre 2015.